# Нельсонвілл (Нью-Йорк)
Нельсонвілл (англ. Nelsonville) — селище (англ. village) в США, в окрузі Патнем штату Нью-Йорк. Населення — 624 особи (2020).

## Географія
Нельсонвілл розташований за координатами 41°25′46″ пн. ш. 73°57′1″ зх. д. / 41.42944° пн. ш. 73.95028° зх. д. (41.429505, -73.950278).  За даними Бюро перепису населення США в 2010 році селище мало площу 2,68 км², з яких 2,68 км² — суходіл та 0,00 км² — водойми.

## Демографія
Згідно з переписом 2010 року, у селищі мешкало 628 осіб у 241 домогосподарстві у складі 164 родин. Густота населення становила 234 особи/км².  Було 260 помешкань (97/км²).
Расовий склад населення:
| - 93,3 % — білих - 1,1 % — азіатів - 0,5 % — чорних або афроамериканців - 0,2 % — вихідців з тихоокеанських островів - 0,2 % — корінних американців - 2,9 % — осіб інших рас |

До двох чи більше рас належало 1,9 %. Частка іспаномовних становила 7,8 % від усіх жителів.
За віковим діапазоном населення розподілялося таким чином: 27,1 % — особи молодші 18 років, 60,3 % — особи у віці 18—64 років, 12,6 % — особи у віці 65 років та старші. Медіана віку мешканця становила 41,1 року. На 100 осіб жіночої статі у селищі припадало 97,5 чоловіків;  на 100 жінок у віці від 18 років та старших — 94,9 чоловіків також старших 18 років.
Середній дохід на одне домашнє господарство  становив 135 147 доларів США (медіана — 107 500), а середній дохід на одну сім'ю — 153 325 доларів (медіана — 119 286). За межею бідності перебувало 1,9 % осіб, у тому числі 0,0 % дітей у віці до 18 років та 3,9 % осіб у віці 65 років та старших.
Цивільне працевлаштоване населення становило 393 особи. Основні галузі зайнятості: освіта, охорона здоров'я та соціальна допомога — 31,6 %, науковці, спеціалісти, менеджери — 14,8 %, мистецтво, розваги та відпочинок — 10,7 %, публічна адміністрація — 10,4 %.